# Dorset (race ovine)
Pour les articles homonymes, voir Dorset (homonymie).
La race Dorset ou Dorset Down est une race ovine précoce, essentiellement d'herbage, plus rustique que les autres races à viande. Elle a une laine blanche fine qui recouvre en partie une tête de couleur noire. On l'utilise principalement en croisement avec des races à aptitudes bouchères modestes pour profiter de ses grandes qualités de croissance et de carcasse.

## Origine
Le Dorset Down est issu de la volonté des éleveurs britanniques dans les années 1800 de sélectionner un animal aussi bien conformé que le Southdown, mais de plus grand format. Les animaux sélectionnés ainsi sont croisés avec des béliers hampshire et wiltshire pour obtenir rapidement le Dorset Down. Celui-ci se développe beaucoup au Royaume-Uni où on l'utilise notamment en croisement avec des races moins bien conformées. Au début des années 1980, 43 % des brebis britanniques sont mises à la reproduction avec un bélier Dorset Down. Sa popularité régresse rapidement par la suite avec l'arrivée de races étrangères améliorées. Aujourd'hui, il redevient populaire car il est très bien adapté à l'élevage extensif ou l'agriculture biologique que la Politique agricole commune favorise depuis peu.
Ce mouton arrive en France en 1967 à l'initiative de messieurs Albert CHARRON et Pierre CHENU, et son livre généalogique est  créé en 1974.

## Description
Le Dorset est recouvert d'une toison de laine fine de couleur blanche, d'un poids total de 2,5 kg chez la femelle et 3,5 kg chez le mâle, qui recouvre l'intégralité du corps, descendant en dessous des genoux et des jarrets et recouvrant la tête à l'exception du mufle. La tête de couleur marron foncé à noire est plutôt longue. Elle est prolongée par un cou fort, bien soudé aux épaules. Les épaules sont larges, la poitrine profonde et les gigots bien développés. L'ossature est moyenne.
C'est une race de grande taille, et le bélier pèse 110 kg tandis que la brebis pèse 70 kg.

## Aptitudes
Le Dorset est une race d'herbage de grande taille très bien conformée. Les agneaux ont une très bonne croissance, qui leur permet d'atteindre un poids de 21 à 32 kg à l'âge de 70 jours. Ils sont bien conformés et n'ont pas de gras excédentaire. Leurs carcasses, pesant entre 16 et 20 kg, ont un bon rendement et présente une viande goûteuse. Toutes ces qualités font du Dorset une race très appréciée en croisement, et le bélier Dorset a souvent vocation à améliorer les produits de races mal conformées. En effet, les agneaux issus de béliers Dorset bénéficient de la conformation paternelle et de l'effet d'hétérosis. Le bélier a également l'avantage de faire preuve d'une bonne ardeur sexuelle toute l'année. Les qualités maternelles, de douceur ainsi que son aspect particulièrement sympathique expliquent son utilisation en race pure pour des petits élevages de type familial.

## Sélection
Environ 266 brebis sont contrôlées en 2003. Le programme de sélection de la race Dorset s'appuie sur un contrôle des femelles et des mâles en ferme, complété par un contrôle en station d'évaluation pour les meilleurs agneaux de l'année, que l'on évalue dans des conditions similaires. Les objectifs de sélection sont principalement le développement squelettique et musculaire des animaux.

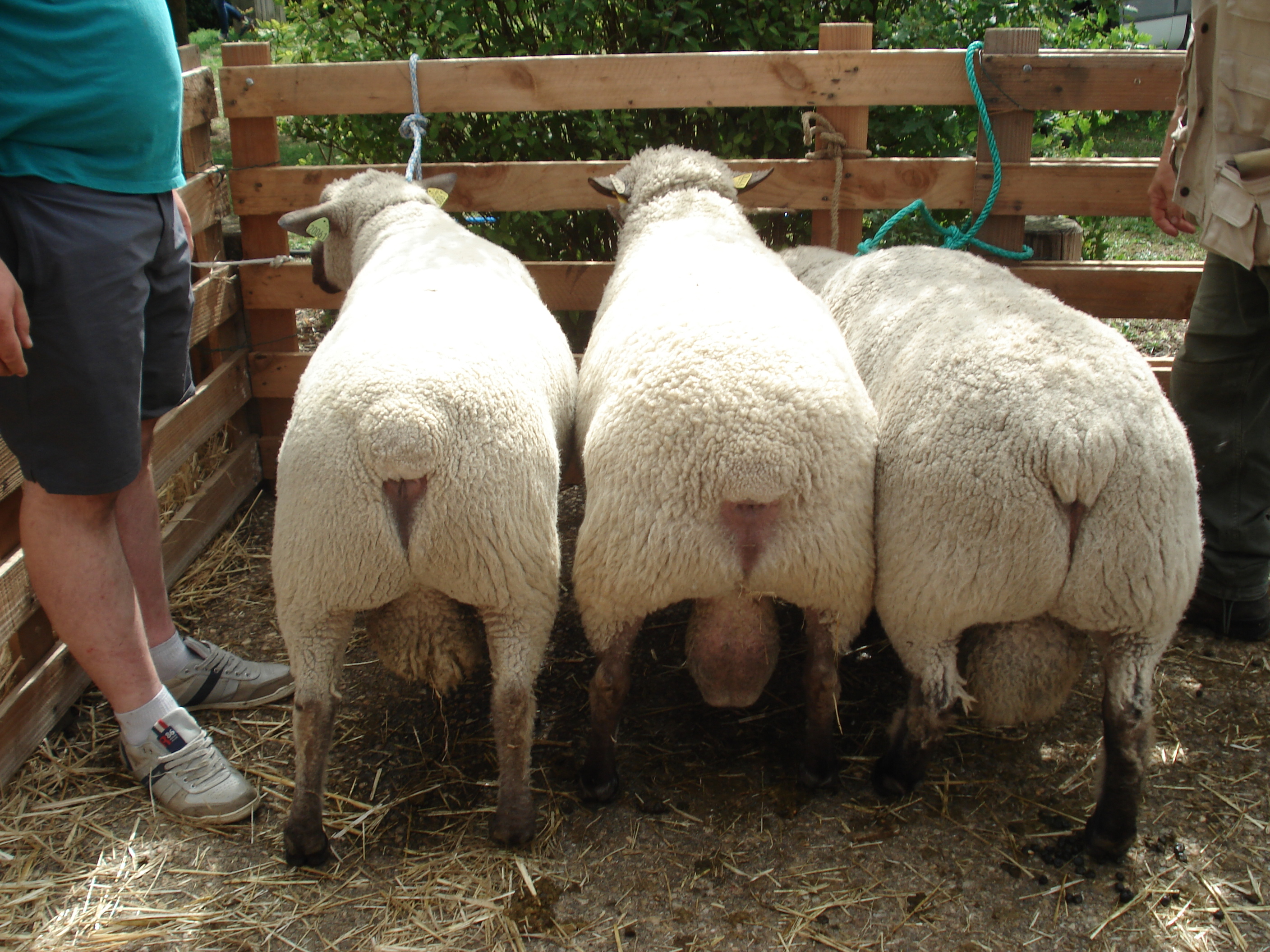
Béliers Dorset Concours 2022 à La Souterraine (Creuse)

## Diffusion
L'effectif de la race est estimé à seulement 2 300 brebis en France.